# Joe Chan

a Compétitions nationales et continentales officielles uniquement.

Joe Chan, né le 10 mars 2002 à Westmead, est un joueur de rugby à XIII néo-zélandais évoluant au poste de deuxième ligne.
Il intègre St-Estève XIII Catalan, réserve des Dragons Catalans en 2018 puis les Dragons Catalans en 2021. Avec les Dragons Catalans, il prend part à sa première rencontre de Coupe d'Angleterre en 2021.
Son père, Alex Chan, est également joueur de rugby à XIII et international néo-zélandais, tout comme son frère aîné Tiaki Chan.

## Biographie
Fils d'Alex Chan, Joe Chan se met naturellement au rugby à XIII durant son enfance suivant les clubs de son père. Il parfait son apprentissage aux Dragons Catalans où son père fut un temps joueur puis y est devenu manager de ce même club. Après des débuts en Championnat de France lors de la saison 2020 avec la réserve de Saint-Estève XIII Catalan, il intègre le groupe professionnel lors de la saison 2021 avec l'espoir que l'entraîneur Steve McNamara lui donne du temps de jeu. Cela est chose faite à ses 19 ans lors d'une rencontre de Coupe d'Angleterre le 7 mai 2021 contre Warrington. Cette saison 2021 voit l'éclosion de plusieurs jeunes issus des juniors à l'image de Arthur Mourgue et Matthieu Laguerre. McManara renouvelle sa confiance à Chan à plusieurs reprises durant la saison et le convoque même dans un match décisif en demi-finale de la Super League contre Hull KR où Chan s'illustre avec un essai inscrit consolidant la qualification des Dragons Catalans pour sa première finale de son histoire dans cette compétition.
Fort de ses performances en Super League à seulement vingt ans, le club de National Rugby League le Melbourne Storm s'attache ses services à compter de la saison 2023, son père ayant aussi joué pour ce club lors des saisons 200 et 2005.

## Palmarès
- Collectif :
  - Finaliste de la Super League : 2021 (Dragons Catalans).

### En club
| Saison | Club                      | Compétition           | Matchs | Points | Essais | Buts | Drop |
| ------ | ------------------------- | --------------------- | ------ | ------ | ------ | ---- | ---- |
| 2020   | Saint-Estève XIII Catalan | Championnat de France | 7      | 4      | 1      | -    | -    |
| 2021   | Saint-Estève XIII Catalan | Championnat de France | 5      | 3      | 12     | -    | -    |
| 2021   | Dragons Catalans          | Super League          | 5      | 4      | 1      | -    | -    |
| 2021   | Dragons Catalans          | Coupe d'Angleterre    | 1      | -      | -      | -    | -    |